# Macromia kiautai
Macromia kiautai là loài chuồn chuồn trong họ Macromiidae. Loài này được Zhou, Wang, Shuai & Liu miêu tả khoa học đầu tiên năm 1994.